# Вибисоно, Юсуф
Юсуф Вибисоно (индон. Joesoef Wibisono, в современной орфографии — индон. Jusuf Wibisono) (1909—1982, точные места рождения и смерти неизвестны) — индонезийский государственный деятель. Министр финансов Индонезии (1951—1952, 1956—1957).

## Биография
Родился в 1909 году. Окончил Университет Панджаджаран и Университет Вандербильта.
В 1951—1952 годах был министром финансов в правительстве Сукимана Вирьосанджойо, в 1956—1957 годах занимал аналогичную должность в правительстве Али Састроамиджойо.
Умер 15 июня 1982 года.